# Tibesti (Provinz)

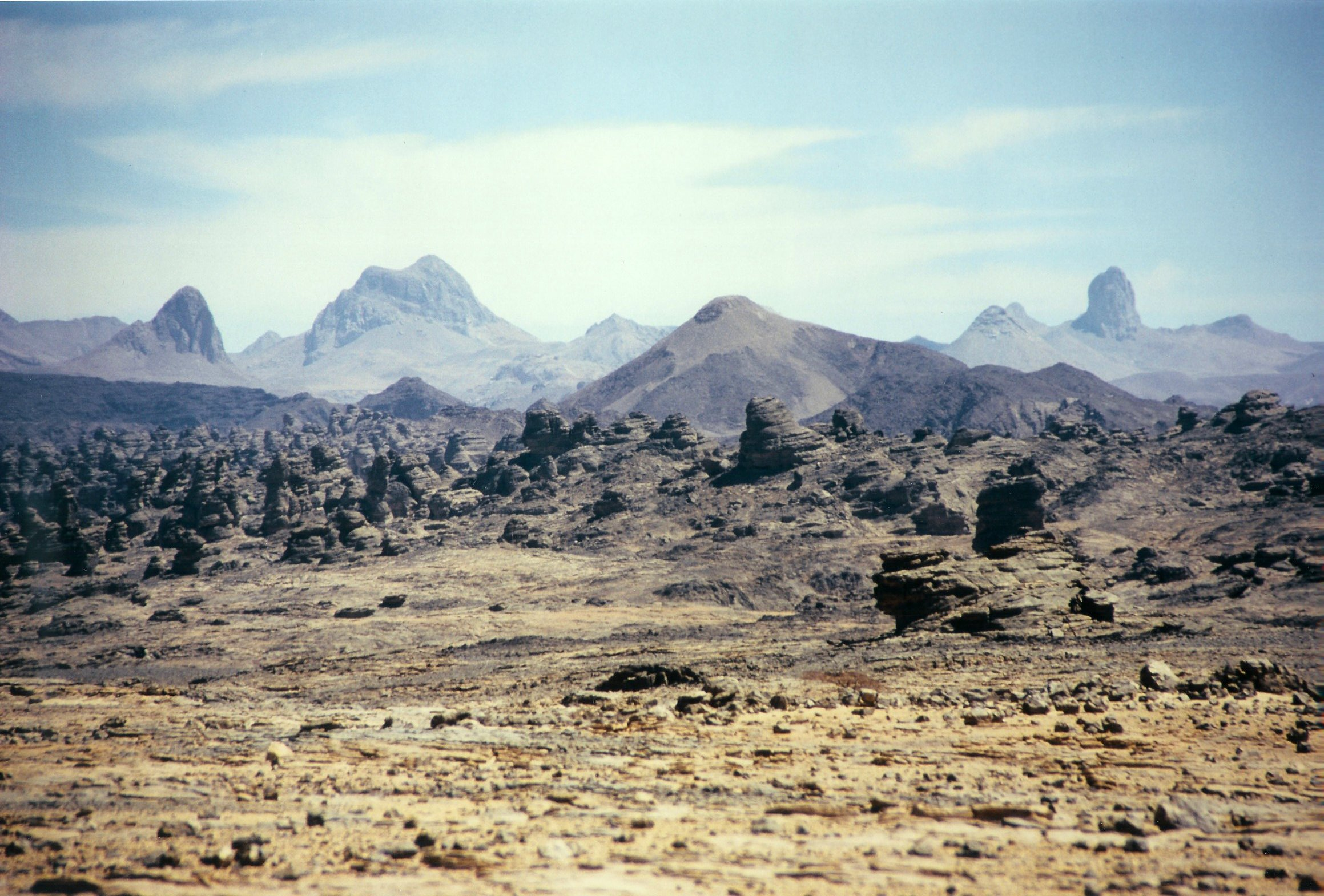
Landschaft im Tibesti-Gebirge östlich von Bardaï. Es handelt sich um den vergleichsweise fruchtbarsten und am dichtesten besiedelten Teil der ganzen Provinz.

Tibesti (arabisch منطقة تيبستي, DMG Minṭaqa Tībastī) ist eine Provinz im Norden des Tschad. Die etwa 230.000 km² große Region mit rund 42.000 Einwohnern (Schätzung/Fortschreibung 2025) liegt in der östlichen Zentralsahara. Ihre Hauptort ist die kleine Oasenstadt Bardaï mit ca. 2000 Einwohnern.

## Bevölkerungsentwicklung und Entstehung der Provinz
Die Provinz hatte bei der Volkszählung von 2009 etwa 25.432 Einwohner, davon knapp 22.000 Einheimische. Sie war damals allerdings noch anders abgegrenzt und bedeutend kleiner als heute, seit der administrativen Neugliederung des Tschad im Jahre 2018. Die östlichen Ausläufer des Tibesti, in der aber nur wenige hundert Menschen leben, gehörten damals noch zur Nachbarregion Borkou-Ennedi-Tibesti. Angesichts des jährlichen Bevölkerungswachstums des Tschad seit dem Jahr 2009 von 3,3 Prozent ist aktuell (2025) mit einer Bevölkerung der Provinz Tibesti von etwa 42.000 Menschen zu rechnen; hinzu kommen noch Tausende, die infolge der Goldfunde im Tibesti seit dem Jahr 2012 in die Region gezogen sind.
In ihrer Abgrenzung bis 2018 ist die Provinz Tibesti am 19. Februar 2008 durch Ausgliederung aus der früheren Region Borkou-Ennedi-Tibesti entstanden. Mit der administrativen Neugliederung des Tschad vom 10. August 2018 wurde die heutige Provinz Tibesti geschaffen, sie wurde dabei von zuvor 130.000 auf etwa 230.000 Quadratkilometer vergrößert und umfasst nun auch die östlichen Ausläufer des Tibesti. Die Fläche der Provinz Tibesti entspricht etwa 64 % der Fläche der Bundesrepublik Deutschland, bei einer Bevölkerungsdichte von allerdings nur etwa 0,2 Personen pro Quadratkilometer.

## Geographie
Die Provinz liegt im Norden des Landes. Das Klima ist trocken und heiß (Wüstenklima). Die Provinz liegt in der Sahara, davon etwa zwei Drittel im Tibesti-Gebirge, dem höchsten Gebirgszug der Sahara.
Eine weitere Kleinstadt neben dem Hauptort Bardaï ist Zouar.

### Untergliederung
Die Provinz Tibesti ist seit der Neugliederung vom 10. August 2018 in vier Regierungsbezirke (Départements) eingeteilt:
- Département Bardaï (im Zentrum und Osten), bestehend aus den drei Kommunen Bardaï, Zoumri und Yebbi Souma.
- Département Aouzou (im Norden), bestehend aus den Kommunen Aouzou, Oumou und Guizendo.
- Département Zouar (im Süden), bestehend aus den Kommunen Zouar, Goubonne und Zouarké.
- Département Wour (im Westen), bestehend aus den vier Kommunen Wour, Taou, Madigué und Kouribougoudi.

Von 2008 bis 2018 war die Provinz Tibesti in zwei Départements eingeteilt. Dabei entsprechen die beiden erstgenannten Départements in etwa dem früheren Département Tibesti Est („Ost-Tibesti“, mit vier Unterpräfekturen), und die beiden letztgenannten entsprechen dem früheren Département („West-Tibesti“ mit drei Unterpräfekturen). Die sieben Unterpräfekturen bis 2018 entsprechen hinsichtlich ihrer administrativen Funktion näherungsweise den jetzigen dreizehn Kommunen.
| Departement (2008 bis 2018) | Hauptort | Unterpräfekturen (2008 bis 2018)  |
| --------------------------- | -------- | --------------------------------- |
| Tibesti Est                 | Bardaï   | Bardaï, Zoumri, Aouzou, Yebbi-Bou |
| Tibesti Ouest               | Zouar    | Zouar, Wour, Goubonne             |

Das frühere westliche Departement hatte laut Volkszählung von 2009 6.986, das östliche 14.984 Einwohner (nur Einheimische). Die Provinz war zwischen 2008 und 2018 weiter untergliedert in 18 Kantone, acht Kommunen und eine communauté rurale.

## Bevölkerung
In der Provinz leben vor allem Tubu (Daza und Teda) und tschadische Araber.

## Verwaltungschefs und Abgeordnete der Region

### Verwaltungschefs (unvollständige Liste)
- 1938 bis 1944: Félix Éboué (Gouverneur du Tchad)

- 1960 bis 2002: Unterpräfekten (Sous-préfets du Tibesti)
  - 6. Dezember 1961: Émile Mbaiodjal Mahamat.
  - 1992 bis 1994: Sougoumi Chahaimi.
  - 2. August 1994: Mouli Tahir.

- 2002 bis 2008: Präfekten (Préfets du Tibesti)
  - 2003: Darkallah Taher Abdallah.

- Seit 2018: Gouverneure (Gouverneurs du Tibesti)
  - Februar/März 2008: Alifa Weddeye.
  - März 2008: Sougui Annar.
  - 25. November 2009: Ouardougou Bolou.
  - Juli 2013: Ahmat Barkai Animi.
  - 2013: Alifa Weddeye.
  - 2019/2020: Djidi Habré Chahai.

### Abgeordnete des Tibesti in der Nationalversammlung des Tschad (1964–2021)
- Sougoumi Chahaïmi (1964–1975)
- Sougoumi Chahaïmi (1988–1990)
- Ali Sougoudou (1988–1990)
- Yosko Bolou (Zouar) 1996–2011
- Mardakoré Adili (Bardaï) 1996–2011
- Mahamat Losso (Aozou) 1996–2003
- Gourde Salah 2003–2011
- Adeli Edji Tarsoui (Wour) 2011–2021
- Djidi Allahi (Zouar) 2011–2021
- Molimaï Tahar (Bardaï) 2011–2021
- Mahamat Bazingue (Aozou) 2011–2021